# Voodoo Circle
Voodoo Circle, auch Alex Beyrodt’s Voodoo Circle, ist eine deutsche Hard-Rock- und Heavy-Metal-Band, die 2008 durch den Gitarristen Alex Beyrodt gegründet wurde.

## Geschichte
Beyrodt, der unter anderem auch bei Primal Fear und Sinner aktiv ist, wollte mit der Band seine eigenen, frühen Einflüsse von Whitesnake, Yngwie Malmsteen, Deep Purple und Rainbow aufnehmen. Bereits zum ersten Album zählen David Readman (Pink Cream 69) und Bassist Mat Sinner (Primal Fear) zur Besetzung.
2011 erschien das zweite Album Broken Heart Syndrome. 2013 folgte More Than One Way Home, 2015 das vierte Studioalbum Whisky Fingers.
Im Februar 2018 erschien unter dem Titel Raised on Rock ein neues Album. und im Januar 2021 wurde das neue Albums Locked & Loaded released, vorab wurden die Singles Devil With an Angel Smile und der Titelsong Locked & Loaded veröffentlicht.

## Diskografie
Studioalben

| Jahr | Titel                  | Höchstplatzierung, Gesamtwochen, AuszeichnungChartplatzierungen (Jahr, Titel, Platzierungen, Wochen, Auszeichnungen, Anmerkungen) | Höchstplatzierung, Gesamtwochen, AuszeichnungChartplatzierungen (Jahr, Titel, Platzierungen, Wochen, Auszeichnungen, Anmerkungen) | Anmerkungen                             |
| Jahr | Titel                  | DE | CH | Anmerkungen                             |
| ---- | ---------------------- | --- | --- | --------------------------------------- |
| 2008 | Voodoo Circle          | — | — |                                         |
| 2011 | Broken Heart Syndrome  | DE64 (1 Wo.)DE | — |                                         |
| 2013 | More Than One Way Home | DE54 (1 Wo.)DE | CH99 (1 Wo.)CH |                                         |
| 2015 | Whisky Fingers         | — | — |                                         |
| 2018 | Raised on Rock         | DE43 (1 Wo.)DE | CH54 (1 Wo.)CH |                                         |
| 2021 | Locked & Loaded        | DE24 (1 Wo.)DE | CH24 (1 Wo.)CH | Erstveröffentlichung: 15. Januar 2021   |
| 2024 | Hail to the King       | — | — | Erstveröffentlichung: 15. November 2024 |